# Lill-Melltjärnen
Lill-Melltjärnen är en sjö i Åre kommun i Jämtland och ingår i Indalsälvens huvudavrinningsområde.